# Лэнгдон, Маргарет
Маргарет Лэнгдон (англ. Margaret Langdon, 1926, Лёвен, Брабант — 2005[…]) — американский лингвист, изучившая и задокументировавшая многие языки юго-запада США и Калифорнии, в том числе кумеяай, северный диегеньо (ипай) и луисеньо.

## Академическая карьера
Лэнгдон (урождённая Стормс) родилась в Бельгии и иммигрировала в США после Второй мировой войны. Она выросла, говоря на французском и фламандском языках. Она получила докторскую степень в 1966 году в Калифорнийском университете в Беркли под руководством Мэри Хаас. Её докторская диссертация была словарём диалекта Меса-Гранде языка диегеньо.
Она преподавала на факультете лингвистики Калифорнийского университета в Сан-Диего с 1965 по 1991 год, где занимала должность заведующего кафедрой с 1985 по 1988 год.
На протяжении всей своей карьеры Лэнгдон работала со старейшинами различных племён по юго-западным языкам. Она составила первый словарь языка Меса-Гранде. Она была ведущей фигурой в области изучения языка юман.

### Научное руководство
Она была консультантом 17 диссертаций по лингвистике, посвящённых таким языкам, как навахо, палау, мохаве, хавасупай, сери и другим. Среди её студентов в Калифорнийском университете в Сан-Диего были лингвисты Памела Манро, Лиэнн Хинтон, Шерил Хинтон, Стив Элстер и Лони Лэнгдон.

## Избранные публикации
- Langdon, Margaret. 1970. A Grammar of Diegueño: The Mesa Grande Dialect. University of California Publications in Linguistics 66. Berkeley.
- Langdon, Margaret. 1974. Comparative Hokan-Coahuiltecan Studies, a Survey and Appraisal. Janua Linguarum, Series Critica, 4. The Hague-Paris-New York: Mouton and Co.
- Langdon, Margaret. 1979. Some Thoughts on Hokan with Particular Reference to Pomoan and Yuman. In The Languages of Native America, Lyle Campbell and Marianne Mithun, eds., pp. 562–649. Austin and London: University of Texas Press, ISBN 9780292768529
- Langdon, Margaret. 1986. Hokan-Siouan Revisited. In New Perspectives in Language, Culture and Personality (Proceedings of the Edward Sapir Centenary Conference, Ottawa, 1-3 Oct. 1984), W Cowan, M.K. Foster, and K. Koemer, eds., pp. 111–146. Amsterdam/Philadelphia: John Benjamins Publishing Co.
- Langdon, Margaret. 1990. Morphosyntax and Problems of Reconstruction in Yuman and Hokan. In Linguistic Change and Reconstruction Methodology, Philip Baldi[англ.], ed., pp. 57–72. Trends in Linguistics, Studies and Monographs 45. Berlin-New York-Amsterdam: Mouton de Gruyter.